# Ximena Morla Lynch
Ximena Morla Lynch (1891-1987 ), còn được biết với tên Ximena Morla de Subercaseaux, là nhà văn chuyên viết về nữ quyền và họa sĩ người Chile.  Mẹ bà là nhà văn Luisa Lynch và cha bà là chính trị gia phe bảo thủ tên là Carlos Morla Vicuña. Bà có năm anh chị em, trong đó có Carlos Morla Lynch là nhà ngoại giao; Carmen là nhà văn.  Cháu gái của bà là tiểu thuyết gia Elizabeth Subercaseaux.

## Sự nghiệp
Nhiều tác phẩm văn học của bà được cho là chưa được công bố hoặc in rải rác trên các tờ báo và tạp chí.  Bà là một trong những người tiên phong hồi đầu thế kỷ 20, đó là những người tìm cách đại chúng hóa tư duy nữ quyền và đấu tranh cho quyền của phụ nữ.
Tác phẩm của bà được nhiều tác giả nhận xét là "nữ quyền kiểu nhà quý tộc", cùng với các nhà văn khác như Elvira Santa Cruz Ossa, Blanca Santa Cruz Ossa, Inés Echeverría Bello, María Mercedes Vial, Teresa Wilms Montt, María Luisa Fernánd, và Mariana Cox Méndez.
Đâu thế kỉ XX,  bà cùng với chị gái của mình tổ chức các buổi thuyết thông linh luận. Những buổi diễn thuyết này đã truyền cảm hứng cho nhiều vở kịch và tiểu thuyết.
Là họa sĩ, bà đã vẽ chân dung sơn dầu trên chất liệu vải bạt.  Bà "tạo ra các tác phẩm giàu trí tưởng tượng theo phong cách bản địa".

## Triển lãm tranh

### Cá nhân
- 1977: Đô thị Zapallar tại Zapallar, Chile

### Nhóm
- 1915: Exposición Anual de Bellas Artes, Salón Oficial, Santiago
- 1927: Exposición de Bellas Artes, Salón Oficial, Santiago
- 1936: Exposición Nacional de Artes Plásticas de Valparaíso
- 1963: Salón Oficial de Artes Plásticas, Santiago
- 1975: La Mujer en el Arte, Museo Nacional de Bellas artes, Santiago